# Allan Corduner
Allan Corduner es un actor, director y productor británico de origen sueco, conocido por sus participaciones en cine, televisión, teatro y por haber prestado su voz para varios videojuegos de Harry Potter.

## Biografía
Es hijo de madre alemana y padre rusofinlandés. Cuando tenía un año de edad se mudó con sus padres a Inglaterra.
Allan sale con la actriz y escritora Juha Leppäjärv.

## Carrera
En 1980 apareció como invitado en la serie Tales of the Unexpected donde interpretó a un asistente de tienda en el episodio "Mr Botibol's First Love", más tarde apareció nuevamente en la serie en 1988 donde interpretó al asistente de la librería Hatchard durante el episodio "The Colonel's Lady".
En 1992 interpretó a George Quigley en dos episodios de la serie policíaca The Bill, en 1994 apareció nuevamente en la serie durante el episodio "Backlash" donde interpretó a un abogado defensor.
En el 2000 interpretó a Francis McCrudden en la película Joe Gould's Secret, ese mismo año apareció en la película Norma Jean & Marilyn donde interpretó a Billy Wilder, un director de cine y productor estadounidense de origen austríaco.
En el 2000 obtuvo un pequeño papel en la película épica Gladiator donde interpretó al primer entrenador, durante la versión extendida de la película.
En el 2002 apareció en la película Food of Love donde interpretó a Joseph Mansourian, un hombre que le ofrece a Paul Porterfield (Kevin Bishop) un joven estudiante de música la oportunidad de ser el encargado de cambiar las páginas de las partituras de un renombrado pianista e ídolo personal de Paul, Richard Kennington (Paul Rhys).
En el 2004 obtuvo un papel en la película The Merchant of Venice donde interpretó a Tubal, ese mismo año apareció en la película británica Vera Drake, en La Femme Musketeer  donde dio vida al mosquetero Aramis y en De-Lovely donde dio vida a Monty Woolley, un actor radiofónico, teatral, cinematográfico y televisivo de nacionalidad estadounidense.
En el 2008 apareció en la película bélica Defiance donde interpretó a Shimon Haretz, el viejo maestro de los hermanos Tuvia (Daniel Craig), Zus (Liev Schreiber), Asael (Jamie Bell) y Aron Bielski (George MacKay). La película estuvo ambientada en la parte occidental de la República Socialista Soviética de Bielorrusia ocupada por los nazis.
En el 2009 interpretó al doctor Feldheim, el psiquiatra de Nemo/Mr. Nobody (Jared Leto) en la película Mr. Nobody.
En el 2010 apareció en la película Lennon Naked donde interpretó a Arthur "Art" Janov, el doctor de John Lennon (Christopher Eccleston). Ese mismo año interpretó al terrateniente francés Joseph Nicéphore Niépce en la película Burke & Hare, la cual está basada en la historia verdadera de los asesinatos cometidos por William Burke y William Hare.
En el 2012 apareció como invitado en un episodio de la serie de suspenso Midsomer Murders donde interpretó a Michael Hipsman.
En el 2013 apareció en la miniserie Spies of Warsaw donde dio vida a Viktor Rosen. Ese mismo año se unió al elenco de la serie Da Vinci's Demons donde interpretó al pintor y escultor Andrea Verrocchio, el mentor del joven Leonardo da Vinci (Tom Riley) hasta el 2014 después de que su personaje fuera asesinado.
En el 2016 aparecerá como invitado en el quinto episodio de la tercera temporada de la serie The Musketeers donde dará vida al Señor Gideon Van Laar, Ministro de Finanzas Holandesas.

## Filmografía

### Series de televisión
| Año         | Título                      | Personaje             | Notas                                                           |
| ----------- | --------------------------- | --------------------- | --------------------------------------------------------------- |
| 2016        | The Musketeers              | Señor Gideon Van Laar | episodio "The Queen's Diamonds"                                 |
| 2013 - 2014 | Da Vinci's Demons           | Andrea Verrocchio     | 11 episodios                                                    |
| 2013        | Dancing on the Edge         | Mr. Wax               | 5 episodios                                                     |
| 2013        | Spies of Warsaw             | Viktor Rosen          | 4 episodios - miniserie                                         |
| 2012        | Midsomer Murders            | Michael Hipsman       | episodio "A Rare Bird"                                          |
| 2011        | Exile                       | Geller                | episodio # 1.2                                                  |
| 2011        | Zen                         | Michelangelo Gattuso  | episodio "Cabal" - miniserie                                    |
| 2010        | Grandma's House             | Richard               | episodio "The Day Simon Felt the Family Was Ready to Be Healed" |
| 2010        | A Passionate Woman          | Mr Solomon            | episodio # 1.1                                                  |
| 2008        | No Heroics                  | Vendedor              | episodio "Supergroupie"                                         |
| 2007        | The Whistleblowers          | Daniel Black          | episodio "Ghosts"                                               |
| 2007        | Heartbeat                   | Tristram Johnstone    | episodio "Seeds of Destruction"                                 |
| 2007        | Roma                        | Funcionado            | episodio "These Being the Words of Marcus Tullius Cicero"       |
| 2006        | Simon Schama's Power of Art | Mark Rothko           | episodio "Rothko"                                               |
| 2000 - 2005 | Fat Friends                 | Leonard Harris        | 4 episodios                                                     |
| 2004        | The Last Detective          | Maurice Leyman        | episodio "Christine"                                            |
| 2003        | Trust                       | Michael Cohen         | episodio # 1.1                                                  |
| 2002        | Daniel Deronda              | Herr Klesmer          | 4 episodios - miniserie                                         |
| 2002        | Foyle's War                 | Carlo Lucciano        | episodio "A Lesson in Murder"                                   |
| 2001        | The Way We Live Now         | Croll                 | 4 episodios - miniserie                                         |
| 2001        | American Voices             | -                     | -                                                               |
| 1998        | Drop the Dead Donkey        | Crítico del Arte      | 2 episodios                                                     |
| 1997        | Nostromo                    | Hirsch                | miniserie                                                       |
| 1996        | Mad About You               | Osofsky               | episodio "Burt's Building"                                      |
| 1996        | No Bananas                  | Benjamin Marks        | episodio "Escape" - miniserie                                   |
| 1995        | An Independent Man          | Robert Flower         | episodio "Market Forces"                                        |
| 1994        | Paris                       | Minotti               | 6 episodios                                                     |
| 1993        | Teenage Health Freak        | Doctor Lime           | 2 episodios                                                     |
| 1993        | Inspector Morse             | Gentil Bellocchio     | episodio "Twilight of the Gods"                                 |
| 1993        | Minder                      | Marty                 | episodio "I'll Never Forget Whats'ername"                       |
| 1992        | The Bill                    | George Quigley        | 2 episodios                                                     |
| 1992        | Boon                        | Dennis                | episodio "Whispering Grass"                                     |
| 1991        | Spatz                       | Rex                   | episodio "Talent Contest"                                       |
| 1990        | Screenplay                  | Stephen Carlinsky     | episodio "Antonia and Jane"                                     |
| 1980, 1988  | Tales of the Unexpected     | Asistente de Tienda   | 2 episodios                                                     |
| 1986        | The Collectors              | -                     | episodio "Go for Gold"                                          |
| 1985        | Girls on Top                | Benny                 | episodio "Hark"                                                 |
| 1984        | Freud                       | Oscar Rie             | 2 episodios - miniserie                                         |
| 1984        | Cold Warrior                | Joachim               | episodio "Bright Sting"                                         |
| 1981        | Roots                       | Melvin Solomons       | -                                                               |
| 1981        | Maybury                     | -                     | -                                                               |
| 1980        | Buccaneer                   | Monty Bateman         | 4 episodios                                                     |
| 1977        | Poldark                     | Sirviente             | episodio # 2.9                                                  |
| 1977        | Wings                       | Harris                | episodio "Never Turn Back"                                      |

### Cine
| Año  | Título                                                   | Personaje           | Notas                                                                                   |
| ---- | -------------------------------------------------------- | ------------------- | --------------------------------------------------------------------------------------- |
| 2016 | The Collection                                           | -                   | junto a Richard Coyle, Frances de la Tour, Mamie Gummer y Tom Riley                     |
| 2013 | Closer to the Moon                                       | Flaviu              | junto a Vera Farmiga, Mark Strong, Harry Lloyd, Anton Lesser y Joe Armstrong            |
| 2012 | The Sweeney                                              | Doctor              | junto a Ray Winstone, Ben Drew, Hayley Atwell, Damian Lewis y Allen Leech               |
| 2012 | 47 Orchard Street                                        | Hirsch              | corto - junto a Roger Lloyd-Pack, Kika Markham y Danny Webb                             |
| 2012 | An Enemy to Day For                                      | Martin              | junto a Tom Burke, Jeanette Hain y Richard Ulfsäter                                     |
| 2012 | We'll Take Manhattan                                     | Alex Liberman       | junto a Robert Glenister, Frances Barber, Aneurin Barnard y Anna Chancellor             |
| 2011 | A Thousand Kisses Deep                                   | Buddy               | junto a Dougray Scott, Emilia Fox, David Warner y Jodie Whittaker                       |
| 2010 | Burke and Hare                                           | Joseph Nicéphore    | junto a Simon Pegg, Andy Serkis, Bill Bailey, Tom Wilkinson, Tim Curry y Paul Davis     |
| 2010 | Lennon Naked                                             | Art Janov           | junto a Christopher Eccleston, Christopher Fairbank y Andrew Scott                      |
| 2009 | Mr. Nobody                                               | Dr. Feldheim        | junto a Jared Leto, Sarah Polley, Diane Kruger, Linh Dan Pham y Rhys Ifans              |
| 2008 | Defiance                                                 | Shimon Haretz       | junto a Daniel Craig, Liev Schreiber, Jamie Bell y Alexa Davalos                        |
| 2007 | Fred Claus                                               | Dr. Goldfarb        | junto a Vince Vaughn, Paul Giamatti, Miranda Richardson, Rachel Weisz y Kathy Bates     |
| 2007 | The Waiting Room                                         | Padre de Fiona      | junto a Anne-Marie Duff, Rupert Graves, Adrian Bower, Ralf Little y Christine Bottomley |
| 2007 | The Last Days of the Raj                                 | Lord Ismay          | junto a Rajat Kapoor, Vinod Nagpal, Saskia Reeves, Roshan Seth y Julian Wadham          |
| 2005 | The White Countess                                       | Samuel Feinstein    | junto a Natasha Richardson, Ralph Fiennes, Lynn Redgrave y Vanessa Redgrave             |
| 2005 | Friends & Crocodiles                                     | Marcus              | junto a Damian Lewis, Jodhi May, Robert Lindsay y Patrick Malahide                      |
| 2005 | The Strange Case of Sherlock Holmes & Arthur Conan Doyle | Greenhough Smith    | junto a Tim McInnerny, Emily Blunt, Brian Cox, Sinéad Cusack y Douglas Henshall         |
| 2005 | Against Nature                                           | Des Esseintes       | corto - junto a Peter Broad, Sadie Chave y Adrian Dunbar                                |
| 2005 | A Higher Agency                                          | Gerente             | corto - junto a Richard Bremmer, Nicholas Rowe y Jack Davenport                         |
| 2005 | Bigger than the Sky                                      | Kippy Newberg       | junto a Marcus Thomas, John Corbett, Amy Smart y Sean Astin                             |
| 2004 | Vera Drake                                               | Psiquiatra          | junto a Imelda Staunton, Richard Graham, Eddie Marsan y Lesley Manville                 |
| 2004 | The Merchant of Venice                                   | Tubal               | junto a Al Pacino, Jeremy Irons, Joseph Fiennes y Lynn Collins                          |
| 2004 | La Femme Musketeer                                       | Aramis              | junto a Gérard Depardieu, Michael York, Nastassja Kinski y John Rhys-Davies             |
| 2004 | De-Lovely                                                | Monty Woolley       | junto a Kevin Kline, Ashley Judd, Jonathan Pryce, Kevin McNally y Sandra Nelson         |
| 2002 | The King's Beard                                         | -                   | junto a Jim Broadbent, Robin Edwards, Maureen Lipman y Peter Egan                       |
| 2002 | Moonlight Mile                                           | Stan Michaels       | junto a Jake Gyllenhaal, Dustin Hoffman, Susan Sarandon y Alexia Landeau                |
| 2002 | Food of Love                                             | Joseph Mansourian   | junto a Juliet Stevenson, Kevin Bishop, Paul Rhys y Geraldine McEwan                    |
| 2001 | The Search for John Gissing                              | Francois Fuller     | junto a Mike Binder, Janeane Garofalo, Frank Harper y Alan Rickman                      |
| 2001 | The Grey Zone                                            | Dr. Miklos Nyiszli  | junto a Steve Buscemi, Mira Sorvino, Michael Stuhlbarg y Harvey Keitel                  |
| 2001 | Me Without You                                           | Max                 | junto a Michelle Williams, Anna Friel, Oliver Milburn y Deborah Findlay                 |
| 2001 | Kiss Kiss (Bang Bang)                                    | Big Bob             | junto a Stellan Skarsgård, Paul Bettany, Jacqueline McKenzie y Sienna Guillory          |
| 2001 | Zoe                                                      | Rupert              | junto a Vanessa Zima, Jenny Seagrove y Stephi Lineburg                                  |
| 2000 | Gladiator                                                | Entrenador          | junto a Russell Crowe, Joaquin Phoenix y Oliver Reed                                    |
| 2000 | Joe Gould's Secret                                       | Francis McCrudden   | junto a Ian Holm, Stanley Tucci, Hope Davis, Sarah Hyland y Susan Sarandon              |
| 1999 | Topsy-Turvy                                              | Sir Arthur Sullivan | junto a Dexter Fletcher, Timothy Spall, Jim Broadbent y Lesley Manville                 |
| 1998 | The Impostors                                            | Capitán             | junto a Oliver Platt, Stanley Tucci y Alfred Molina                                     |
| 1997 | Love in the Ancient World                                | Hombre Cenando      | junto a Vernon Dobtcheff, Mario Frangoulis, Karl Gibbs y Paul Herzberg                  |
| 1996 | Indian Summer                                            | Terapista           | junto a Jason Flemyng, Antony Sher, Anthony Higgins y' Bill Nighy                       |
| 1996 | Norma Jean & Marilyn                                     | Billy Wilder        | junto a Ashley Judd, Mira Sorvino, Josh Charle, Ron Rifkin y David Dukes                |
| 1996 | Soup                                                     | Einstein            | corto - junto a Tim Barlow, Stephen Beard, Vanessa Earl y Trevor Eve                    |
| 1996 | Gadgetman                                                | Profesor McNeil     | junto a Marina Sirtis, Martin Delaney y James Weir                                      |
| 1995 | Voices                                                   | Oscar Butterworth   | junto a Jeremy Northam, Tushka Bergen y Michael Sinelnikoff                             |
| 1994 | A Business Affair                                        | Invitado en la Cena | junto a Christopher Walken, Carole Bouquet, Jonathan Pryce y Tom Wilkinson              |
| 1994 | Nobody's Children                                        | Ion                 | junto a Ann-Margret, Dominique Sanda, Jay O. Sanders, Reiner Schöne y Clive Owen        |
| 1993 | Heart of Darkness                                        | Verme               | junto a Tim Roth, John Malkovich, Isaach De Bankolé y James Fox                         |
| 1992 | Carry on Columbus                                        | Sam                 | junto a Jim Dale, Bernard Cribbins y Maureen Lipman                                     |
| 1991 | Edward II                                                | Poeta               | junto a Steven Waddington, Kevin Collins, John Lynch, Tilda Swinton y Jerome Flynn      |
| 1989 | Fat Man and Little Boy                                   | Franz Goethe        | junto a Paul Newman, Dwight Schultz, Bonnie Bedelia y John Cusack                       |
| 1989 | The Fairy Queen                                          | Quince              | junto a David Killick, Sylvestra Le Touzel, Niamh Cusack y Gemma Jones                  |
| 1988 | Talk Radio                                               | Vince/Morris        | junto a Eric Bogosian, Ellen Greene, Leslie Hope, John C. McGinley y Alec Baldwin       |
| 1987 | Hearts of Fire                                           | Ejecutivo de Música | junto a Bob Dylan, Rupert Everett, Julian Glover, Suzanne Bertish y Larry Lamb          |
| 1987 | Mandela                                                  | Benny               | junto a Danny Glover, Mike Davey y Julian Glover                                        |
| 1986 | Valhalla                                                 | Loke                | junto a Dick Kaysø, Preben Kristensen, Laura Bro y Marie Ingerslev                      |
| 1985 | Bad Medicine                                             | Dr. Diaz            | junto a Steve Guttenberg, Alan Arkin, Julie Hagerty, Bill Macy y Curtis Armstrong       |
| 1983 | Yentl                                                    | Shimmele            | junto a Barbra Streisand, Mandy Patinkin, Amy Irving, Nehemiah Persoff y Steven Hill    |
| 1982 | The Return of the Soldier                                | Pianista en Fiesta  | junto a Julie Christie, Glenda Jackson, Alan Bates y Ian Holm                           |
| 1980 | Phoelix                                                  | -                   | junto a Philip Beaumont, Angela Coles, Bob Hornery y Jonathan Hyde                      |
| 1979 | Follow the Star                                          | Shepherd            | junto a Robert Dorning, Christopher Lillicrap, Ian Bartholomew y Cheryl Branker         |

### Videojuegos
| Año  | Título                                             | Personajes                                      | Notas                             |
| ---- | -------------------------------------------------- | ----------------------------------------------- | --------------------------------- |
| 2015 | Bloodborne                                         | Gherman, el Primer Cazador                      | prestó su voz para el personaje   |
| 2011 | Ni No Kuni: Wrath of the White Witch               | Apus                                            | prestó su voz para el personaje   |
| 2007 | Doragon kuesuto sôdo: Kamen no joô to kagami no tô | Xiphos                                          | prestó su voz para el personaje   |
| 2007 | Harry Potter and the Order of the Phoenix          | Severus Snape / Argus Filch                     | prestó su voz para los personajes |
| 2004 | Harry Potter and the Prisoner of Azkaban           | Severus Snape / Filius Flitwick                 | prestó su voz para los personajes |
| 2002 | Harry Potter and the Chamber of Secrets            | Severus Snape / Filius Flitwick / Lucius Malfoy | prestó su voz para los personajes |
| 2001 | Harry Potter and the Sorcerer's Stone              | Severus Snape / Argus Filch / Filius Flitwick   | prestó su voz para los personajes |

### Director y productor
| Año  | Título           | Notas                                  |
| ---- | ---------------- | -------------------------------------- |
| 2010 | An Act of Valour | corto - director y productor ejecutivo |

### Teatro
| Año         | Obra                      | Personaje     | Director (a)       | Teatro                 | Notas                                                             |
| ----------- | ------------------------- | ------------- | ------------------ | ---------------------- | ----------------------------------------------------------------- |
| 2009        | A View from the Bridge    | Alfieri       | -                  | -                      | -                                                                 |
| 2005 - 2006 | Two Thousand Years        | Danny         | Mike Leigh         | National Theatre       | -                                                                 |
| 2003        | Commedians                | Sammy Samuels | -                  | Samuel Beckett Theater | -                                                                 |
| 1997        | Titanic: The Musical      | Henry Etches  | -                  | -                      | -                                                                 |
| 1991        | Arsénico y encaje antiguo | Dr. Einstein  | Annie Castledine   | -                      | junto a Elizabeth Spriggs, Rosemary Harris y Peter Davison        |
| 1987        | Serious Money             | -             | Max Stafford-Clark | Wyndham Theatre        | junto a Joanne Pearce, Daniel Webb, Paul Moriarty y Linda Bassett |